# Liebherr L 556

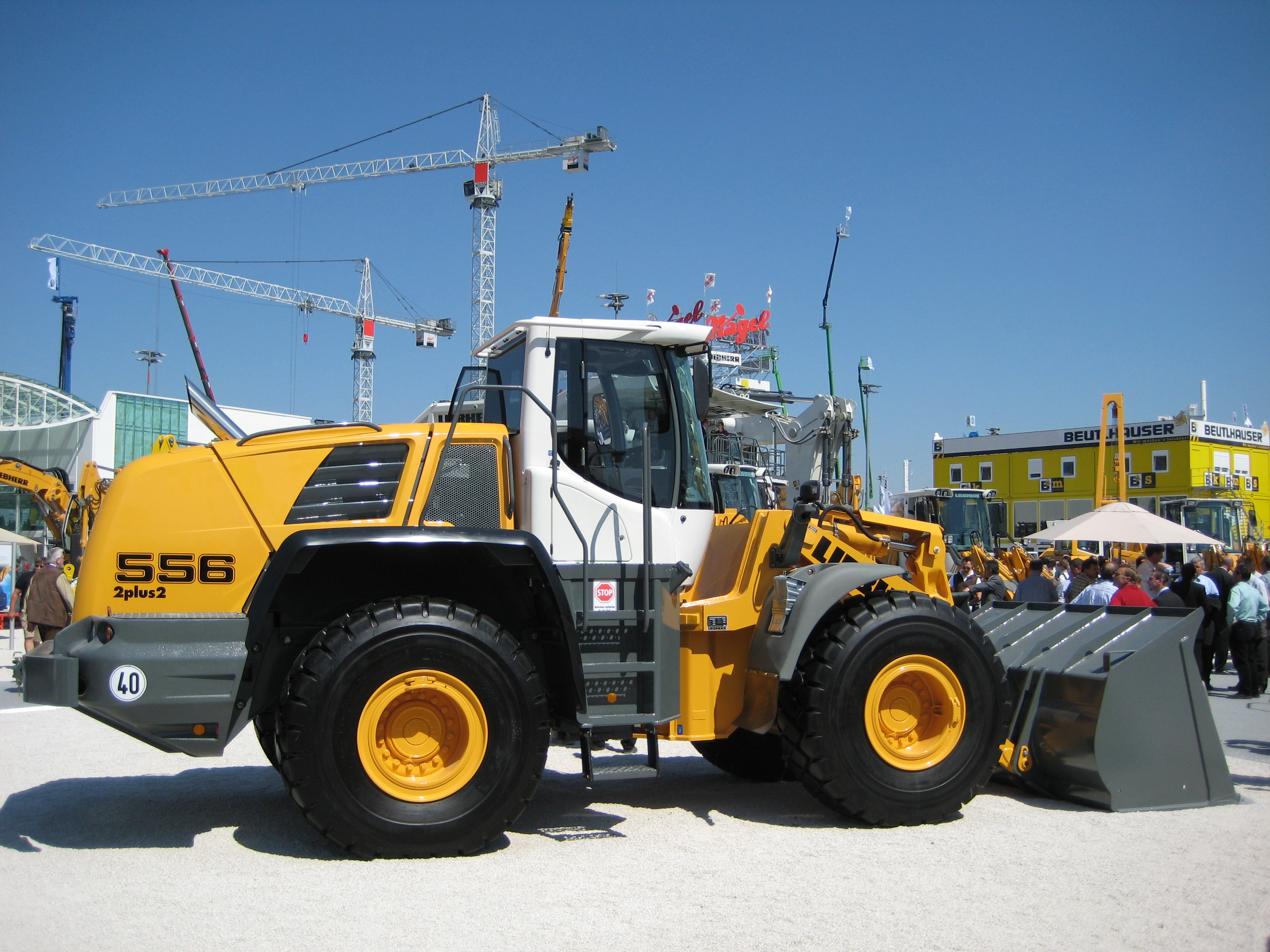
Der L 556 2plus2 auf der Bauma 2007

Der L 556 ist ein Radlader, der von der Unternehmensgruppe Liebherr in Bischofshofen im Salzburger Land seit 2006 hergestellt wird. Im Laufe der Jahre wurde das Modell stetig weiterentwickelt und wird seit 2021 in der vierten Modellgeneration angeboten. Im Rahmen eines Kooperationsvertrages fertigt Liebherr den L 556 seit 2017 auch für den Landmaschinenhersteller Claas.
Der Radlader kommt sowohl im Tiefbau als auch beim Materialumschlag (beispielsweise in Recyclinganlagen) sowie im Bergbau (beispielsweise Kies- und Sandabbau) zum Einsatz. Vom Hersteller werden entsprechend geeignete Hubgerüste und Anbaugeräte angeboten.

## Modellgeschichte
Liebherr überarbeitete im Jahr 2006 bei seinen großen Radladern den hydrostatischen Fahrantrieb und führte auch das sogenannte 2plus2-Getriebe ein. Dabei handelt es sich um zwei unterschiedlich große und direkt am Getriebe angebaute Ölmotoren mit jeweils eigener Kupplung. Dieses Getriebe ermöglichte eine stufenlose Regelung der Beschleunigung von null bis zur Höchstgeschwindigkeit bei Vorwärts- und Rückwärtsfahrt. In diesem Zuge wurde der L 556 2plus2 mit einem Einsatzgewicht von 17,27 to und 191 PS Leistung in das Verkaufsprogramm aufgenommen. Der Radlader wurde mit einem wassergekühlten Dieselmotor mit Abgasturbolader und Ladeluftkühlung aus dem Werk Bulle bestückt und hielt die Abgasgrenzwerte nach Stufe IIIA / Tier 3 ein.
Um die strengeren Abgasgrenzwerte nach Tier 4i beziehungsweise EU-Stufe IIIB einhalten zu können, verbesserte Liebherr mittels Liebherr Power Efficiency (kurz LPE) 2012 den Motor und die zugehörige Steuerung. Das Einsatzgewicht des neuen L 556 erhöhte sich geringfügig auf 17,9 to, die Leistung blieb unverändert bei 191 PS.
2016 rüstete Liebherr die großen Radlader mit dem sog. XPower-Antriebsstrang aus. Er vereint einen hydrostatischen mit einem mechanischen Antrieb und hält die Abgasgrenzwerte nach Tier 4 beziehungsweise EU-Stufe IV ein. Das Einsatzgewicht und die Leistung erhöhten sich bei der neuen Modellgeneration auf 18,4 to und 224 PS.
Im Jahr 2021 überarbeitete Liebherr im Rahmen einer Modellpflege den L 556 XPower und erhöhte dabei die Leistungsfähigkeit, verstärkte das Hubgerüst und verbesserte die Arbeitshydraulik. Das Einsatzgewicht und die Leistung stiegen auf 19,6 to und 245 PS an.

## Technische Daten
Die nachfolgende Tabelle beinhaltet die wichtigsten technischen Daten aller bisher gebauten Modellgenerationen des L 556. Einige Werte werden durch die Wahl der Bereifung, das Hubgerüst und das jeweilige Anbaugerät beeinflusst. Dargestellt sind die Werte eines Basisradladers mit Standardbereifung, Erdbauschaufel und Hubgerüst mit Z-Kinematik.
|                       | L 556 2plus2 Bauzeit 2006–2012 | L 556 Bauzeit 2012–2016 | L 556 XPower Bauzeit 2016–2021 | L 556 XPower Bauzeit 2021– |
| --------------------- | ------------------------------ | ----------------------- | ------------------------------ | -------------------------- |
| Motor                 | Dieselmotor D934L A6           | Dieselmotor D934 A7     | Dieselmotor D944 A7            | Dieselmotor D944 A7        |
| Abgasnorm             | Stufe IIIA / Tier 3            | Stufe IIIB / Tier 4i    | Stufe IV / Tier 4f             | Stufe V                    |
| Zylinder              | 4                              | 4                       | 4                              | 4                          |
| Leistung              | 140 kW / 191 PS                | 140 kW / 191 PS         | 165 kW / 224 PS                | 180 kW / 245 PS            |
| Hubraum               | 7,01 Liter                     | 7,01 Liter              | 7,964 Liter                    | 7,964 Liter                |
| Tankinhalt            | 300 Liter                      | 300 Liter               | 300 Liter                      | 280 Liter                  |
| Höchstgeschwindigkeit | 40 km/h                        | 40 km/h                 | 40 km/h                        | 40 km/h                    |
| Ausbrechkraft         | 130 kN                         | 150 kN                  | 150 kN                         | 175 kN                     |
| Gesamtlänge           | 8240 mm                        | 8290 mm                 | 8480 mm                        | 8625 mm                    |
| Gesamthöhe            | 3365 mm                        | 3360 mm                 | 3370 mm                        | 3370 mm                    |
| Achsabstand           | 3280 mm                        | 3305 mm                 | 3395 mm                        | 3500 mm                    |
| Spurbreite            | 2000 mm                        | 2000 mm                 | 2003 mm                        | 2003 mm                    |
| Kipplast              | 13140 kg                       | 13550 kg                | 13700 kg                       | 13750 kg                   |
| Einsatzgewicht        | 17270 kg                       | 17900 kg                | 18400 kg                       | 19600 kg                   |
| Quelle                | Datenblatt                     | Datenblatt              | Datenblatt                     | Datenblatt                 |

## Hubgerüst und Anbaugeräte

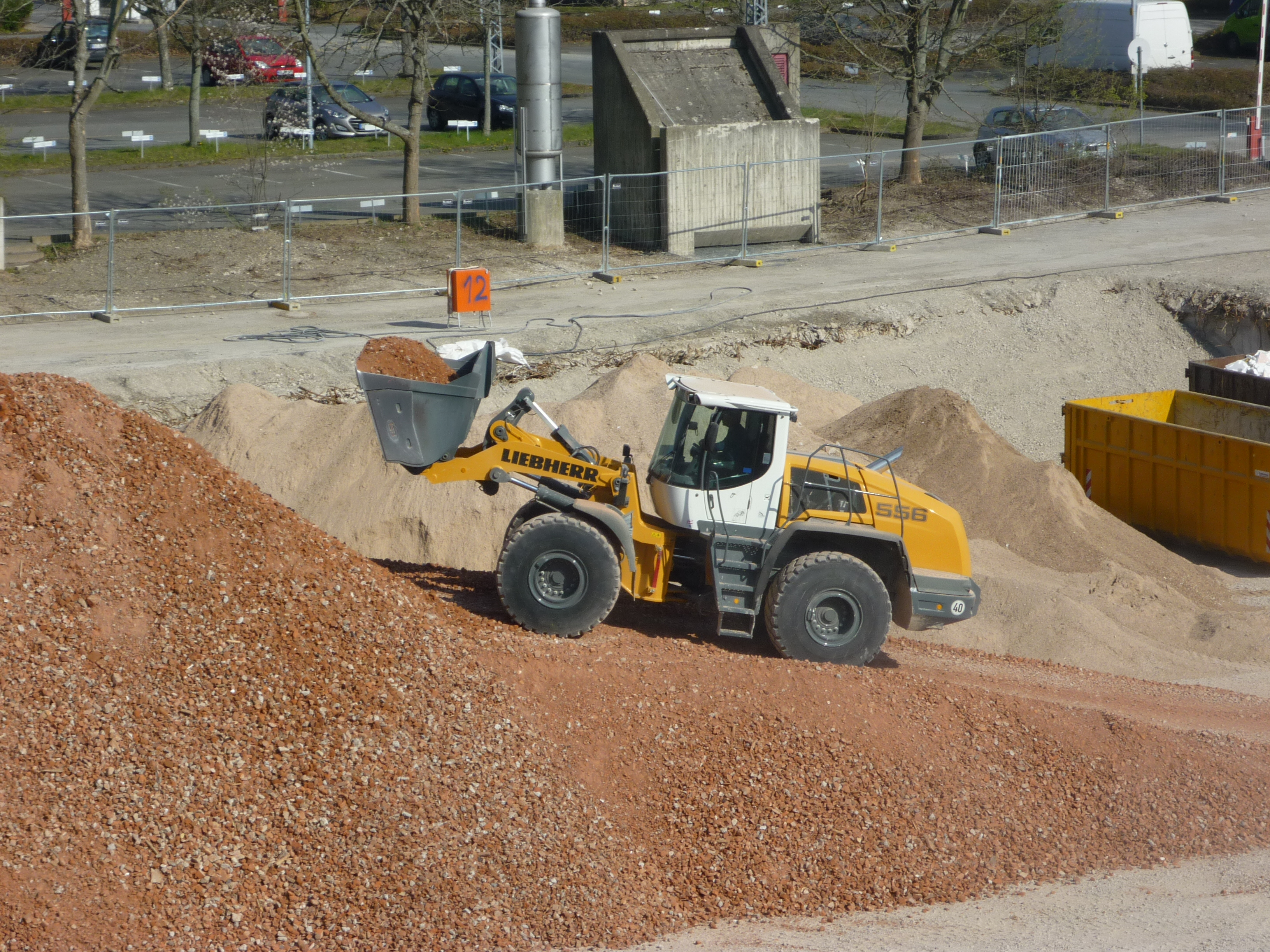
Ein L 556 mit Erdbauschaufel und Z-Kinematik beim Verfahren von Ziegelbruch

Liebherr bietet zwei verschiedene Hubgerüste mit jeweils unterschiedlicher Länge für den L 556 an:
- Z-Kinematik in Standardlänge
- Z-Kinematik in verlängerter Ausführung (high lift)
- Industriehubgerüst in Standardlänge
- Industriehubgerüst in verlängerter Ausführung (high lift)

Die nachfolgend genannten Anbaugeräte werden von Liebherr für den L 556 angeboten:
- Erdbauschaufel
- Leichtgutschaufel
- Hochkippschaufel
- Ladegabel
- Holzgreifer

## Kooperation mit Claas

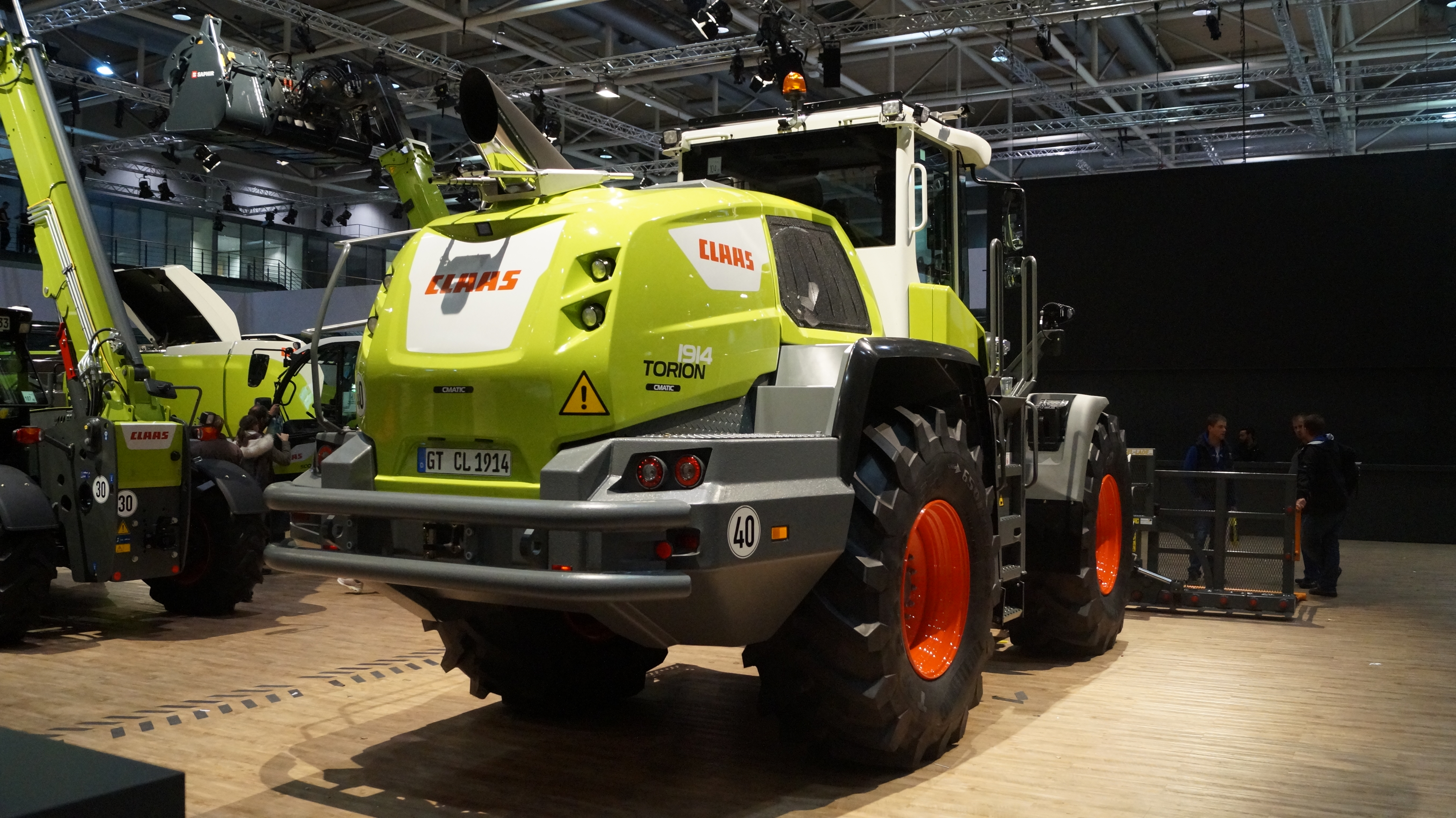
Der Claas Torion 1914 ist nahezu baugleich zum L 556 XPower

Seit 2017 fertigt Liebherr im Rahmen einer Kooperationsvereinbarung Radlader für den Claas-Konzern. Der Landmaschinenhersteller verwendet für die Agrarradlader die Verkaufsbezeichnung Torion. Der Torion 1914 mit CMATIC Getriebe ist das größte Modell innerhalb der Baureihe und bis auf geringfügige Anpassungen baugleich mit dem L 556 XPower. So wird der Radlader mit der Claas-typischen Farbe „Saatengrün“ sowie einem speziellen Agrarkühler und einem etwas verändertem Hubgerüst ausgeliefert. 2021 führte Liebherr eine Modellpflege durch und Claas änderte daraufhin die eigene Modellbezeichnung in Torion 2014.